# Tapout
Tapout è un singolo discografico del collettivo musicale statunitense Rich Gang, pubblicato nel 2013 ed estratto dall'album Rich Gang.
La canzone vede la partecipazione dei rapper Birdman, Lil Wayne, Mack Maine, Nicki Minaj e Future.

## Tracce
- Download digitale

1. Tapout (featuring Birdman, Lil Wayne, Mack Maine, Nicki Minaj and Future) – 4:44

## Video
Il videoclip della canzone è stato diretto da Hannah Lux Davis e presenta i cameo di Kimora Lee Simmons, DJ Khaled, Bow Wow, Paris Hilton, Rocko e Christina Milian.

## Classifiche
| Classifica (2013) | Posizione raggiunta |
| ----------------- | ------------------- |
| Stati Uniti       | 44                  |